# Ne pij vode (film, 1994)
Ne pij vode (angleško Don't Drink the Water) je ameriški televizijski komični film iz leta 1994, ki ga je režiral in zanj napisal scenarij Woody Allen. Temelji na njegovi avtorski istoimenski igri iz leta 1966, po kateri je bil posnet že film leta 1969, ki pa Allena ni zadovoljil. V glavnih vlogah ob njem nastopajo še Mayim Bialik, Michael J. Fox, Dom DeLuise, Julie Kavner in Edward Herrmann. Zgodba prikazuje ameriško družino (Allen, Kavner in Bialik), ki ob turističnem potovanju obtiči na ameriškem veleposlaništvu za železno zaveso. Ob odsotnosti veleposlanika poskuša zaplet reševati njegov sin in pomočnik (Fox).
To je drugi Allenov televizijski film po kratkem filmu Men of Crisis: The Harvey Wallinger Story iz leta 1971, ki sploh ni bil predvajan. Premierno je bil prikazan 18. decembra 1994 na ABC. Naletel je na mešane ocene kritikov. Na strani Rotten Tomatoes je prejel oceno 44%.

## Vloge
- Woody Allen kot Walter Hollander
- Mayim Bialik kot Susan Hollander
- Michael J. Fox kot Axel Magee
- Dom DeLuise kot oče Drobney
- Julie Kavner kot Marion Hollander
- Josef Sommer kot ambasador Magee
- Edward Herrmann kot g. Kilroy
- Robert Stanton kot g. Burns
- Rosemary Murphy kot ga. Pritchard
- Austin Pendleton kot šef Oscar
- Vit Horejs kot Krojak